# Brievenweger

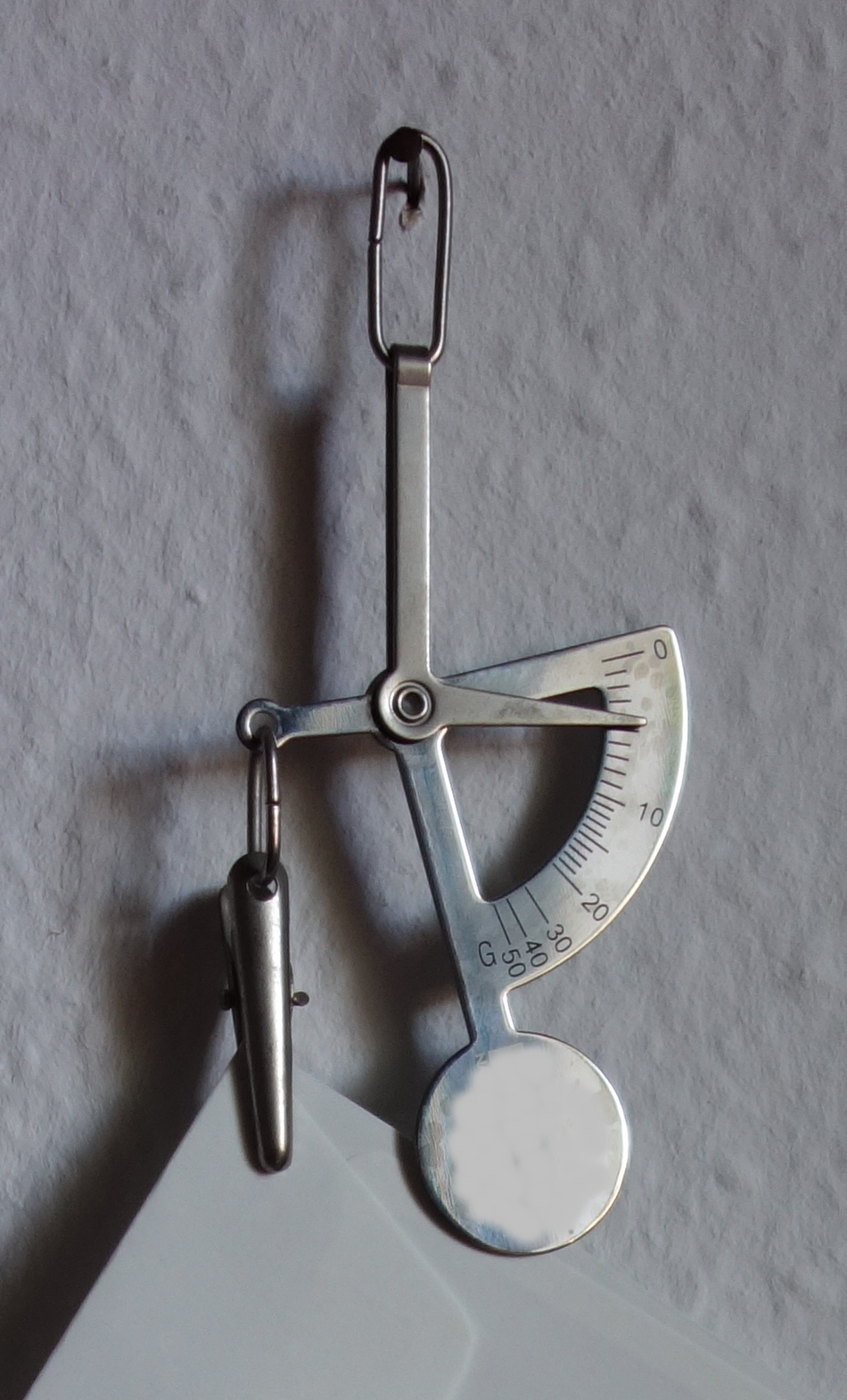
Brievenweger

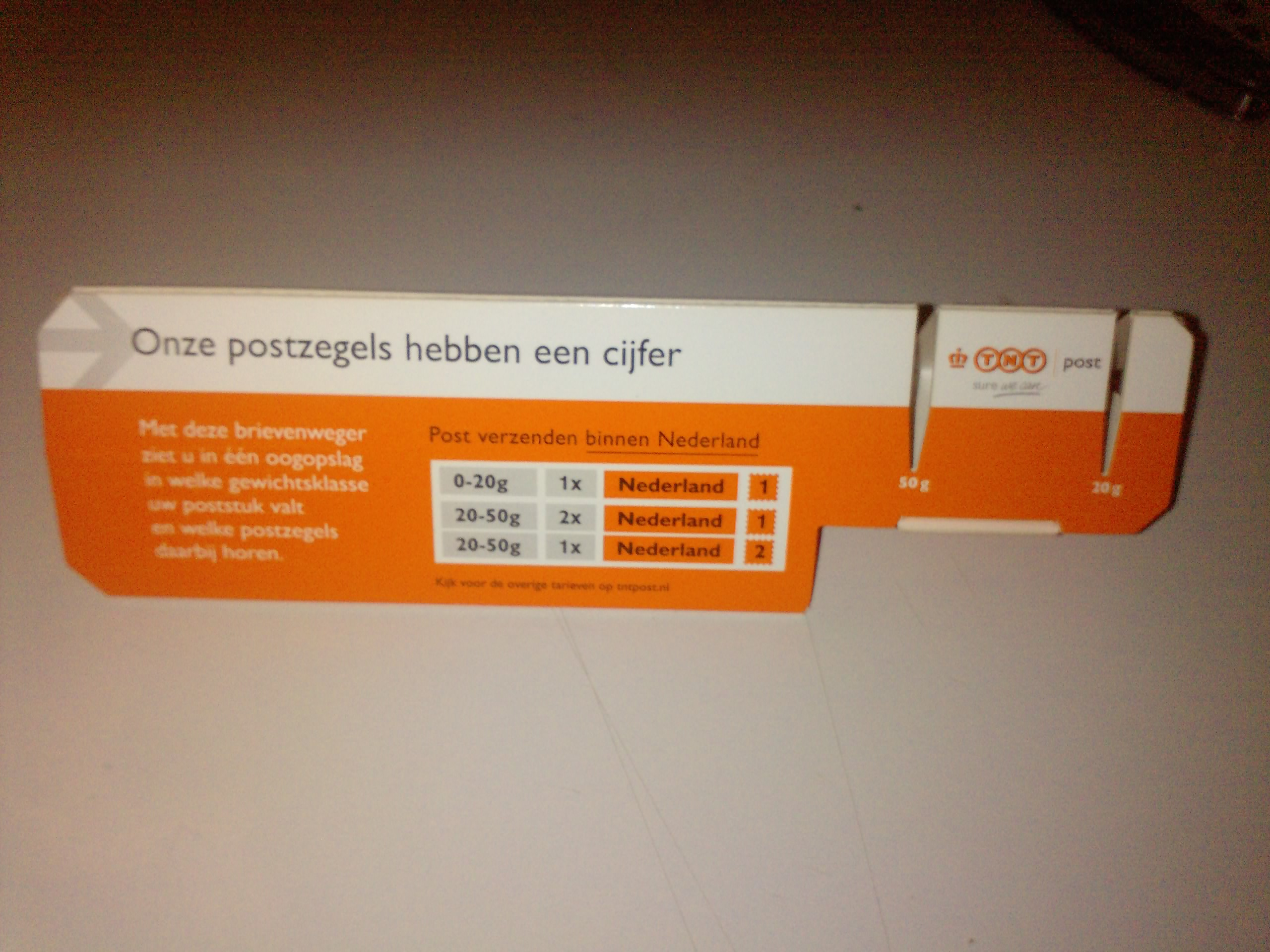
Een brievenweger

Een brievenweger is een middel om het gewicht van poststukken te bepalen. Aan de hand van het gewicht en het adres kan dan bepaald worden hoeveel portokosten er betaald of gefrankeerd moeten worden.

## Typen
Een brievenweger kan op verschillende wijzen werken:
- Via een veer (aan de hand van de trekkracht die het poststuk, hangend aan de veer, uitoefent. Zo kan op een schaalverdeling het gewicht worden afgelezen)
- Via een hefboom-principe (een voorbeeld is de kartonnen brievenweger die TNT gratis uitdeelde bij de introductie van een nieuwe serie genummerde zegels zonder waarde-aanduiding, zie afbeelding: wanneer het poststuk in de gleuf wordt geplaatst kan, afhankelijk van het al dan niet kantelen van de weger de gewichtsklasse en dus de frankering worden vastgesteld)
- Via een balans (weegschaaltje)
- Via een digitale weegschaal (die werkt met een elektronische druksensor)
- Een frankeermachine heeft vaak een ingebouwde brievenweger waarmee de post gewogen wordt voordat deze door de machine gaat. Op basis hiervan kan dan de juiste frankeerwaarde worden ingesteld op de machine.